# Jędrzejów (województwo opolskie)
Jędrzejów (daw. Andrzejów, niem. Endersdorf) – wieś w Polsce położona w województwie opolskim, w powiecie brzeskim, w gminie Grodków.
W latach 1945–1954 i 1973–1975 miejscowość była siedzibą gminy Jędrzejów. W latach 1975–1998 miejscowość administracyjnie należała do ówczesnego województwa opolskiego.

## Zabytki
Do wojewódzkiego rejestru zabytków wpisane są:
- kościół par. pw. śś. Apostołów Szymona i Judy Tadeusza, z XV w., 1725 r., 1895 r.; zbudowany w XV wieku, a gruntownie przebudowany w latach 1724-1730. Barokowy kościół zbudowany na gotyckich murach co zdradza np. gotycki portal wejściowy do zakrystii. Ołtarz z około 1700 roku. Na wyposażeniu kościoła np. barokowa ambona, konfesjonał, chrzcielnica czy też obrazy z czego większość datowana jest na XVII i XVIII wiek. Otoczony murem
- cmentarz
  - grobowiec - kapliczka, z 1895 r.
  - ogrodzenie z bramką
- zespół pałacowy, z drugiej poł. XIX w.:
  - Pałac w Jędrzejowie
  - park.